# Everett Olson
Everett Claire Olson (6 de noviembre de 1910 - 27 de noviembre de 1993) fue un zoólogo, paleontólogo y geólogo estadounidense destacado por sus investigaciones sobre el origen y evolución de los vertebrados.

Olson describió una evento de extinción en masa que sucedió hace 270 millones de años, el cual se llamó Extinción de Olson. Realizó otras investigaciones notables sobre los géneros Slaugenhopia, Trimerorhachis y Waggoneria.
Olson se desempeñó como director del Departamento de Biología de la UCLA, miembro de la Academia Nacional de Ciencias de Estados Unidos; recibió la Medalla Paleontológica de la Sociedad Paleontológica (1987); fue el primer homenajeado con la Medalla Romer-Simpson de la Society of Vertebrate Paleontology, y recibió el mérito al Científico Destacado de The Center for the Study of Evolution and the Origin of Life at UCLA (CSEOL) (1991). Tras su muerte la Universidad de California como obituario escribió: «fue un pionero reconocido a nivel internacional en estudios sobre el origen y evolución de los animales vertebrados». La Universidad de Chicago escribió: «realizó una investigación pionera sobre la evolución de los ecosistemas terrestres». La Academia Nacional de Ciencias escribió: «que podría catalogarse «entre los grandes paleontólogos de vertebrados del siglo XX».

## Vida y carrera
Olson nació en Waupaca (Wisconsin) y creció en Hinsdale (Illinois). Realizó sus estudio de pregrado y postgrado, incluyendo su Ph.D. en geología (1935), en la Universidad de Chicago.